# Alta (véhicules)
Alta (grec moderne : ΑΛΤΑ) était un constructeur automobile grec de motos, de voitures et de camionnettes à trois roues. La production a commencé dans une usine à Athènes en 1962 avec la moto Alta 50S.

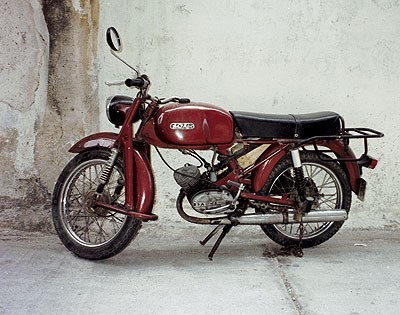
ALTA 50S (1962)

En 1967, l'entreprise a conçu la camionnette à trois roues Alta A700 équipée d'un moteur BMW à 2 cylindres.

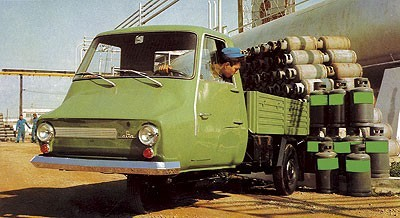
ALTA A700 (1967)

En 1968, Alta a introduit une voiture à trois roues basée sur la voiture allemande Fuldamobil.

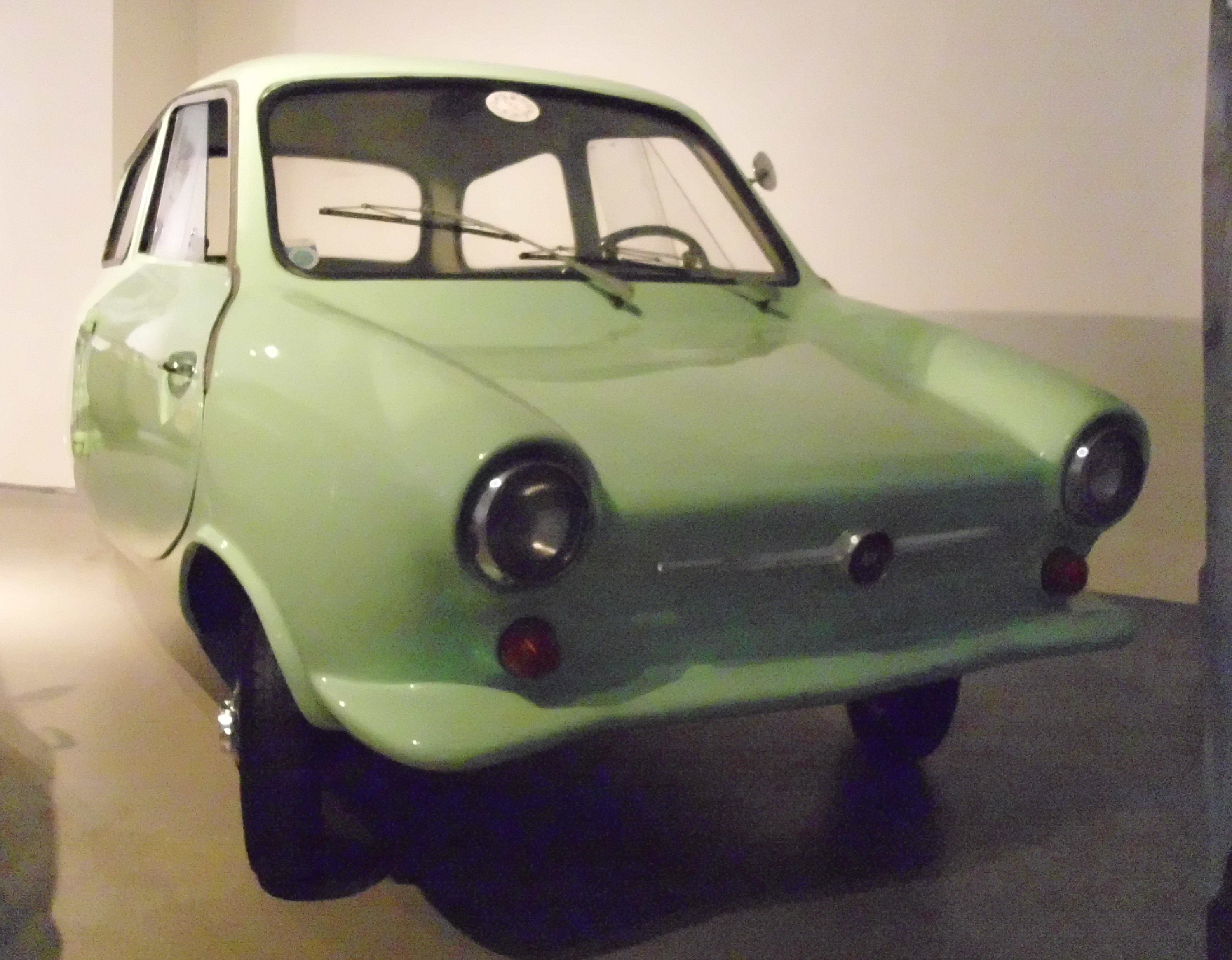
ALTA A200 (1968) vue de face.
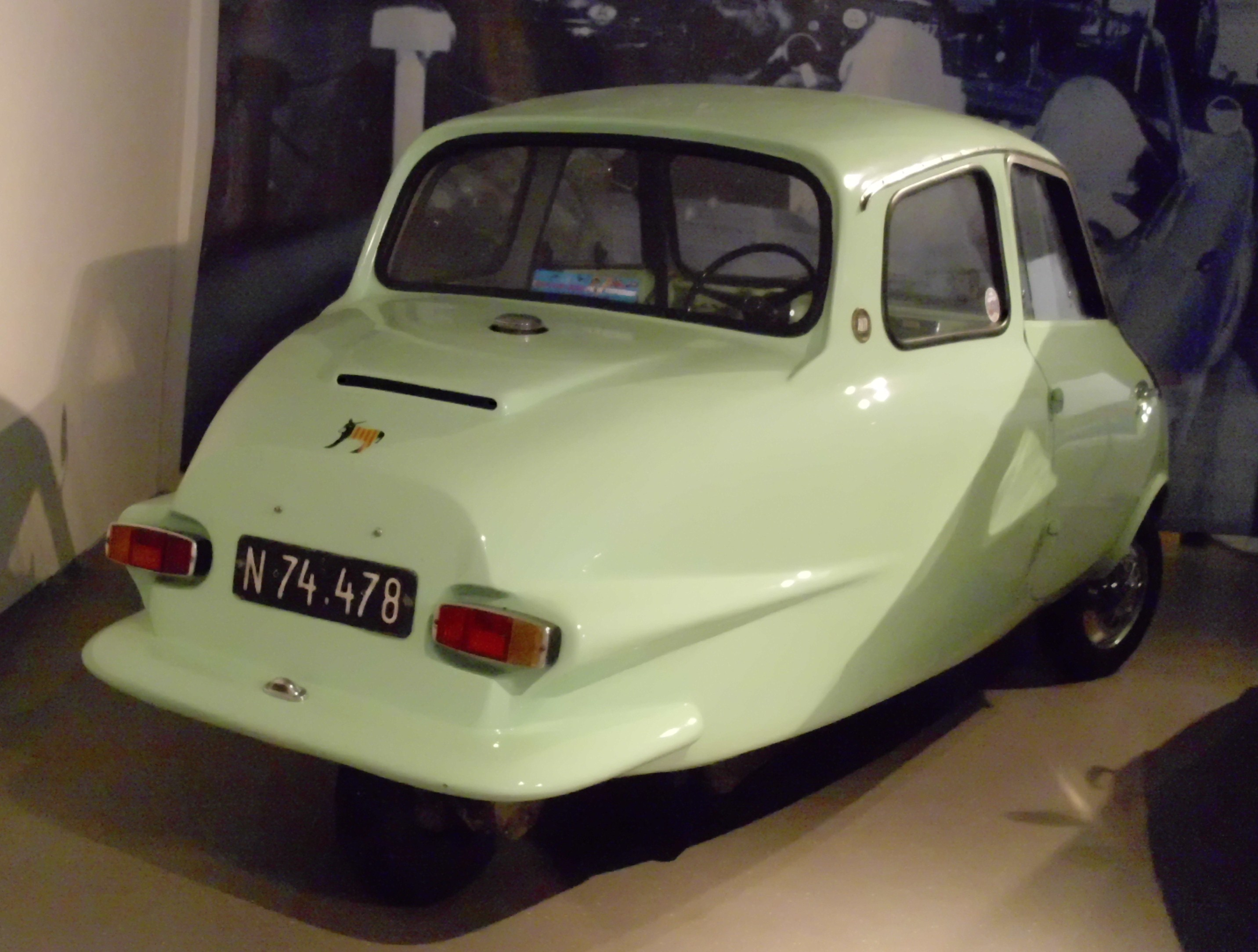
Vue arrière.

Alta a déménagé la production dans une usine plus grande à Éleusis où elle a fonctionné jusqu'en 1978.